# San Sperate
San Sperate (sardinski: Santu Sparàu) je grad i općina (comune) u pokrajini Južnoj Sardiniji u regiji Sardiniji, Italija. Nalazi se na nadmorskoj visini od 41 metar i ima 8 312 stanovnika.
 Prostire se na 26,24 km². Gustoća naseljenosti je 317 st/km².
Susjedne općine su: Assemini, Decimomannu, Monastir, Sestu i Villasor.